# Rothesteinhöhle
Die Rothesteinhöhle liegt im Ith, einem bis zu 439 m hohen Bergrücken des Weserberglandes. Der Ith erstreckt sich auf einer Länge von etwa 20 km zwischen Holzen und Coppenbrügge in Niedersachsen. Unterhalb seines Kammes ragen stark zerklüftete Dolomitklippen (Korallenoolith dem Oberjura) auf. Nahe dem südöstlichen Ende des Iths, nordwestlich von Holzen, befinden sich sechs Höhlen, von denen die Rothesteinhöhle die archäologisch interessanteste ist.

## Beschreibung
Ein schmaler Felsspalt bildet den Eingang. Dahinter führt ein schmaler etwa 20 m langer Gang in den Fels. Am Ende geht rechts, rechtwinklig abknickend, der hohe relativ enge und 40 m lange sogenannte Wollemann-Gang ab, der tiefer als der Eingang liegt, und über einen treppenförmigen Absatz erreichbar ist. An einigen Stellen weist der Gang Verbreiterungen auf. An einer anderen Stelle geht eine nach unten enger werdende Felsspalte etwa 20 m in die Tiefe. In der Nähe des Treppenabsatzes öffnet sich ein schmaler Schlupf (der „von Hase-Gang“), der zu einer unscheinbaren, kleinen Öffnung unterhalb des Höhlenvorplatzes führt.
Die Höhle ist vom 1. April bis zum 30. September frei zugänglich. In der übrigen Zeit ist sie zum Schutz der dort überwinternden Fledermäuse verschlossen.

## Forschungsgeschichte und Funde
Ende des 19. Jahrhunderts wurde durch verschiedene Funde der Geschichtsverein in Wolfenbüttel auf die Höhle aufmerksam und beauftragte den Studenten Alfred Wollemann mit einer systematischen archäologischen Untersuchung, die er im Jahre 1883 vornahm. Er stieß auf eine Kulturschicht, innerhalb derer er vier maßgebliche Fundstellen ausmachte. Hier lagen Gefäßscherben und neben einigen Tierknochen stieß er auf zahlreiche Menschenknochen, die in vielen Fällen versengt zu sein schienen. Lediglich die kleineren Knochen waren intakt. Mark einschließende Röhrenknochen waren jedoch in fast allen Fällen aufgeschlagen. An drei Stellen konnten Geräte aus Bronze und Knochen geborgen werden. Insgesamt fand er eine Knochennadel und einen Knochenpfriem, ein Randleistenbeil mit abgebrochener Schneide, zwei Dolchklingen und eine Drahtspirale, alle aus Bronze gefertigt.
In den folgenden Jahrzehnten kam es zu Erforschungen und Raubgrabungen, die, allem Anschein nach, Wollemanns Untersuchungen in der Höhle bestätigten. Darüber liegen allenfalls fragmentarische Berichte vor. Das Material einer Grabung von 1909 umfasst mittelalterliche Keramik, Tier- und Menschenknochen sowie einen Bronzering. 1934 fand man einen Bronzepfriem mit Knochenschäftung. In den Jahren 1951–54 kamen wieder zahlreiche Tier- und Menschenknochen, urgeschichtliche und neuzeitliche Keramikscherben sowie ein Knochenpfriem zutage.
Bei den Fundstücken aus menschlichem Knochenmaterial handelte es sich überwiegend um Fragmente. Das in der Rothesteinhöhle sowie zwei weiteren benachbarten Höhlen gefundene Knochenmaterial ließ sich 19 Kindern, zwei Jugendlichen und 23 Erwachsenen zurechnen. Es handelte sich aber nicht um komplette Skelette, sondern um geringe Knochenanteile.

### Von-Hase-Gang
1954 vermeldete der Schüler Friedrich-Wilhelm von Hase neue Entdeckungen, nachdem er mit Mitschülern in noch nicht erforschte Höhlenbereiche vorgedrungen war. Seitlich vom Eingang zum Wollemann-Gang entdeckte er eine acht Meter lange und niedrige Höhlenkammer, die nach ihrem Finder als von-Hase-Gang benannt wurde. Bei der Ausräumung von Blockschutt kamen an einer großen Steinplatte Fundstücke zutage. Zwei Dolchklingen, ein Pfriem mit teilweise erhaltenem Knochengriff, kleine Ringe und ein Blechfragment, alles aus Bronze, sowie ein kleiner Knochenpfriem. Zusammen mit diesen Funden barg er auch einige menschliche Fingerknochen. Später zusammengesetzte Knochenstücke gehörten zum Fragment eines Tierschädels. Im Bereich des von-Hase-Ganges barg der Archäologe Klaus Grote in den Jahren 1963/64 eisenzeitliche Keramik und eine eiserne Schwanenhalsnadel.

## Datierung
Das Gros des Fundmaterials der Grabungen von 1883 und 1953 kann der bronzezeitlichen Aunjetitzer Kultur zugeordnet werden. Weiteres Fundmaterial zeigt, dass die Höhle auch später gelegentlich von Menschen aufgesucht wurde. Belege dafür sind die eisenzeitlichen Funde der Grabung durch Klaus Grote Anfang der 1960er Jahre und die bei verschiedenen Gelegenheiten geborgene mittelalterliche und neuzeitliche Keramik.

## Deutung
Wollemann hatte bereits 1883 die Möglichkeit von Opferhandlungen und Kannibalismus in der Höhle angenommen. Eine anthropologische Untersuchung der Knochenfunde im 20. Jahrhundert durch den Paläopathologen Michael Schultz erbrachte Spuren von Gewalteinwirkung an zwei Schädeln und deutliche Schnittspuren an einer menschlichen Rippe. Menschenopfer werden daher nicht ausgeschlossen. Auch Kannibalismus wird nicht ausgeschlossen, da gefundene menschliche Knochen damals einer Hitzequelle ausgesetzt waren.
Die Rothesteinhöhle lässt sich als bronzezeitliche Kulthöhle interpretieren, in der in vorgeschichtlicher Zeit aus kultischen Gründen Knochen eingebracht wurden. Entsprechende Handlungen sind auch von anderen Höhlen bekannt, wie in Höhlen im Kyffhäuser und der Lichtensteinhöhle. Kultische Handlungen in der Höhle lassen sich durch den Fund einer Opferplatte mit dem Schädel eines neugeborenen Rindes nachweisen.

## Höhlen in der Nähe
Auch die südöstlich der Rothesteinhöhle gelegene Gruppe von vier Höhlen wurde in der Vorzeit von Menschen aufgesucht, wie durch die Grabungen des Hildesheimer Apothekers Jolsting im Jahre 1911 offenbar wurde. Eine kultische Funktion, vergleichbar der Rothesteinhöhle, hatte die Nasensteinhöhle, wo menschliches Knochenmaterial geborgen wurde, das sich in die ausgehende Jungsteinzeit und die beginnende Bronzezeit datieren lässt. Zur selben Zeit scheinen auch die Kinderhöhle, die Soldatenhöhle und die Töpferhöhle, die mit der Nasensteinhöhle durch einen Kriechgang verbunden ist, aufgesucht worden zu sein. Die Töpferhöhle diente aber allem Anschein nach in der vorrömischen Eisenzeit einem Töpfer als Werkstatt, da sie einen halben Meter hoch mit Ton gefüllt war. Nur aus der nordwestlich der Rothesteinhöhle gelegenen Bärenhöhle gibt es keine Hinweise auf eine Nutzung durch den Menschen in urgeschichtlicher Zeit, da sie bislang nicht untersucht worden ist.

## Nennung im Film
Der deutsche Fernsehthriller Die Toten von Hameln aus dem Jahr 2014 behandelt das mysteriöse Verschwinden von vier Mädchen mitsamt einem Betreuer in der Rothesteinhöhle des Ith, in die laut Filmhandlung der Rattenfänger von Hameln einst die Hamelner Kinder geführt haben soll. Die Höhle ist jedoch, entgegen der Filmaussage, relativ überschaubar.